# Digitaria cayoensis
Digitaria cayoensis är en gräsart som beskrevs av Jason Richard Swallen. Digitaria cayoensis ingår i släktet fingerhirser, och familjen gräs. Inga underarter finns listade i Catalogue of Life.